# جکتاژوو
جکتاژوو (به لهستانی:  Dziektarzewo) یک روستا در لهستان است که در گمینا بابوشوو واقع شده‌است. جکتاژوو ۱۹۰ نفر جمعیت دارد.